# Harmony Township (Comtat de Forest)
Harmony Township és una població del Comtat de Forest (Pennsilvània) als Estats Units d'Amèrica. Segons el cens dels Estats Units del 2000 tenia 511 habitants.

## Demografia
Segons el cens del 2000 Harmony Township tenia 511 habitants, 217 habitatges, i 144 famílies. La densitat de població era de 5,8 habitants per quilòmetre quadrat.
Dels 217 habitatges en un 20,3% hi vivien nens de menys de 18 anys, en un 52,5% hi vivien parelles casades, en un 8,3% dones solteres, i en un 33,2% no eren unitats familiars. En el 27,6% dels habitatges hi vivien persones soles el 13,8% de les quals corresponia a persones de 65 anys o més que vivien soles. El nombre mitjà de persones vivint en cada habitatge era de 2,35 i el nombre mitjà de persones que vivien en cada família era de 2,83.
Per edats la població es repartia de la següent manera: un 18,8% tenia menys de 18 anys, un 6,7% entre 18 i 24, un 22,9% entre 25 i 44, un 30,7% de 45 a 60 i un 20,9% 65 anys o més.
L'edat mediana era de 46 anys. Per cada 100 dones de 18 o més anys hi havia 109,6 homes.
La renda mediana per habitatge era de 24.861 $ i la renda mediana per família de 28.500 $. Els homes tenien una renda mediana de 23.036 $ mentre que les dones 19.231 $. La renda per capita de la població era d'11.831 $. Entorn del 15,4% de les famílies i el 17,8% de la població estaven per davall del llindar de pobresa.